# Jimmy Nordin

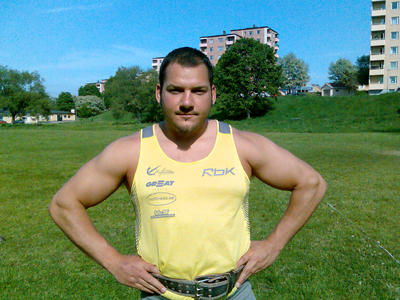
Jimmy Nordin under idrottskarriären

Lars Jimmy Morgan Nordin, född 19 oktober 1979 i Falun, är en svensk folk-, rock-, och countrymusiker, före detta friidrottare och tyngdlyftare. Han är flerfaldig svensk mästare i kulstötning och svensk mästare i tyngdlyftning i lag-SM. Nordin kom fram i slutet av 1990-talet som en talang i kula och intog snabbt positionen som Sverige-etta. Sommaren 2002 hade han sin bästa säsong, där främsta resultatet 20,73, noterat vid en tävling på Hillängen i Ludvika (Grand Prix), gäller som personligt rekord och är det fjärde bästa resultat i Sverige genom tiderna. Året efter kom Nordin med det minst sagt överraskande beskedet att han lägger av med kulstötningen. Motivet var att han saknade sponsorpengar och stöttning från förbund och Sveriges Olympiska Kommitté som vägrade ge stöd. I slutet av 2004 var dock Nordin tillbaka i kulringen igen (efter att ha coachat juniorer i Gefle IF). Efter att ha representerat klubben Heleneholms IF flyttade han över till Malmö AI för att därefter fortsätta resten av karriären i Gefle IF.
2011 blev Nordin artist på halvtid. Han har under kulturföreningen INDY505.COM gett ut ett antal skivor med sig själv. 2012 kom det musikaliska genombrottet med EP:n "Gabriel". "Gabriel" blev under Local Heroesgalan i Gävle utsedd till årets låt i Gävleborg 2012.
Under 2008 var han även med om att starta det nya politiska partiet Befolkningspartiet, som fick 35 röster i Riksdagsvalet 2010. 2023 valde Jimmy ett nytt politiskt parti (Basinkomstpartiet) och var med EU-valet 2024 och kommer ställa upp i Riksdagsvalet 2025 för Basinkomstpartiet.
År 2002 belönades han med Stora grabbars och tjejers märke nummer 461.
Efter att ha blivit utslagen i kvaltävlingen i friidrotts-EM 2006 omhändertogs Nordin, klädd i landslagsdräkt, senare samma dag av polis på grund av fylla samt polisanmäldes för våld mot tjänsteman. Händelsen ligger i fokus i Nordins självbiografiska bok Fram till EM-skandalen som gavs ut i juli 2009.

## Placeringar i internationella mästerskap
- U23-EM 2001 i Amsterdam - 4:a med 19,04[14]
- VM 2001 i Edmonton - utslagen i kvalet, 18,85 m[15]
- Inomhus-EM 2002 i Wien - 7:a[16]
- EM 2002 i München - 11:a, 19,12[17]
- Inomhus-EM 2005 i Madrid - utslagen i kvalet efter tre övertramp[18]
- EM 2006 i Göteborg - utslagen i kvalet, 18,35 m[12]

## Personliga rekord
| Utomhus - Kula – 20,73 (Ludvika 27 juni 2002) - Diskus – 47,37 (Karlstad 22 juni 2005) - Slägga – 52,28 (Bollnäs 1 juli 2006) | Inomhus - Kula – 19,96 (Malmö 20 januari 2001) |